# David Eugene Smith
Pour les articles homonymes, voir David Smith et Smith.
David Eugene Smith (né le 21 janvier 1860 à Cortland (État de New York) et mort le 29 juillet 1944 à New York) est un mathématicien, éducateur et éditeur américain.

## Biographie
David Eugene Smith est considéré comme l'un des fondateurs de l'enseignement des mathématiques. Il est né à Cortland (État de New York), d'Abram P. Smith, avocat et juge de substitution, et de Mary Elizabeth Bronson, qui enseigne le latin et le grec à son jeune fils. Il fréquente l'université de Syracuse, dont il est diplômé en 1881 (Ph. D., 1887 ; LL.D., 1905). Il étudie pour être avocat et se spécialise dans les arts et les sciences humaines, mais accepte un monitorat en mathématiques à l'École normale de Cortland en 1884 où il était élève auparavant. Pendant son séjour à l'école normale de Cortland il devient membre du « Young Men's Debating Club » (à présent la Delphic Fraternity). Il est nommé professeur au Michigan State Normal College (plus tard université de l'Est du Michigan en 1891), principal à la State Normal School à Brockport (1898), et professeur de mathématiques au Teachers College, Columbia University (1901) où il enseigne jusqu'à sa retraite en 1926.
Smith devient président de la Mathematical Association of America en 1920. Il écrit également un grand nombre de publications de différents types. Il est éditeur du Bulletin de la Société américaine de mathématiques, contribue à d'autres revues mathématiques, publie une série de manuels, traduit les Célèbres problèmes de géométrie de Felix Klein, L'Histoire des mathématiques de Fink, et l'Arithmétique de Trévise. Il édite les Budget of Paradoxes (1915) d'Augustus De Morgan et écrit de nombreux livres sur les mathématiques énumérés ci-dessous.

## Ouvrages
- Plane and Solid Geometry (1895), avec Wooster Woodruff Beman[5]
- History of Modern Mathematics (1896; as a separate work, 1910) Cornell Historical Math Monographs
- The Teaching of Elementary Mathematics (1900) Cornell Historical Math Monographs
- Intermediate Arithmetic (1905)
- The Teaching of Arithmetic (1909; revised edition, 1913)
- The Teaching of Geometry (1912)
- Rara Arithmetica (1908)[6]
- The Hindu-Arabic Numerals (1911), avec  Louis Charles Karpinski
- A Bibliography on the Teaching of Mathematics (1912), avec Charles Goldziher
- A History of Japanese Mathematics (1914), avec Yoshio Mikami
- Number Stories of Long Ago (1919)
- Mathematics In series Our Debt to Greece and Rome. (1923) Michigan  Historical Math Collection
- History of Mathematics: 2 Volumes (1923/5). Reprinted Dover, 1958.
- A History of Mathematics in America before 1900 (1934)[7], avec Jekuthiel Ginsburg; Carus Mathematical Monographs